# Bastian Sick
Bastian Sick (* 17. července 1965, Lübeck) je německý novinář, sloupkař, jazykový kritik a spisovatel. Do povědomí německého čtenáře vstoupil roku 2004 několikadílnou řadou knih s názvem „Der Dativ ist dem Genitiv sein Tod.“ Jeho příspěvky se zabývají kritikou německé jazykové praxe. Mezi jeho kritiky patří např. německý novinář Claudius Seidl (* 1959).

## Biografie
Po základní vojenské službě absolvoval na Hamburské univerzitě historii a romanistiku. Jako novinář týdeníku Spiegel posléze přispíval pravidelnými články do sloupku s názvem „Zwiebelfisch“.
V roce 2015 řekl v rozhovoru deníku Hannoversche Allgemeine Zeitung o němčině v porovnání s angličtinou následující:
| „ | "Englisch ist der Volkswagen unter den Sprachen, Deutsch ist der Rolls-Royce. Das eine ist ein Massenprodukt und relativ leicht zu beherrschen. Das andere hingegen ist nicht für jedermann, sondern für den gehobenen Anspruch. (HAZ, 2015-11-14, 3 S.)" | “ |

## Publikační činnost
- SICK, Bastian. Füllen Sie sich wie zu Hause: Ein Bilderbuch aus dem Irrgarten der deutschen Sprache. (2014)
- SICK, Bastian. Wir braten Sie gern!: Ein Bilderbuch aus dem Irrgarten der deutschen Sprache. (2013)
- SICK, Bastian. Wie gut ist Ihr Deutsch: Der große Test. (2011)
- SICK, Bastian. Hier ist Spaß gratiniert: Ein Bilderbuch aus dem Irrgarten der deutschen Sprache. (2010)
- SICK, Bastian. Zu wahr, um schön zu sein: Eine Sammlung verdrehter Sprichwörter. (2008)
- SICK, Bastian. Happy Aua: Ein Bilderbuch aus dem Irrgarten der deutschen Sprache. (2007)
- SICK, Bastian. Der Dativ ist dem Genitiv sein Tod: Ein Wegweiser durch den Irrgarten der deutschen Sprache. (Několikadílná řada včetně audio nahrávek, zatím 1.–6. díl)